# Mulholland Drive
Pour les articles homonymes, voir Mulholland.
Ne doit pas être confondu avec Mulholland Drive (film) ou Mulholland Highway.
Mulholland Drive est une route pittoresque de la ville de Los Angeles, dans l'État de Californie, entrecoupée d'une section de randonnée non goudronnée. Longue de 38 km, cette route se prolonge par l'autoroute Mulholland Highway, formant un ensemble de 88 km, le Mulholland Scenic Parkway and Corridor.

## Présentation
Mulholland Drive offre des points de vue panoramiques sur différents sites d'intérêt de la ville.

### Historique
La construction de Mulholland Drive date de 1924. L'ingénieur William Mulholland, qui lui laissera son nom, en trace le parcours en épousant le relief des monts Santa Monica et Hollywood Hills. Il la conçoit dès le départ comme une route pittoresque capable de transporter les citadins à la mer et à la montagne. Une section de 13 km entre le 405 Freeway West et Woodland Hills n'est pas goudronnée, d'accès interdit aux véhicules et parfois aux piétons.

### Parcours
Le Cahuenga Boulevard West, sur le col de Cahuenga, délimite son extrémité côté Est. La route offre à partir de là des panoramas sur Downtown Los Angeles et le bassin de Los Angeles au sud, la vallée de San Fernando, Burbank, Universal City au nord, le panneau Hollywood, les Monts San Gabriel, les Monts Verdugo et les Monts Santa Susana. De nombreuses vedettes du cinéma et de la musique ont élu domicile dans les environs de cette portion de la route.
Mulholland Drive se transforme plus à l'ouest en chemin de randonnée interdit à la circulation automobile, sur la portion qui va d'Encino Hills Drive à Topanga Canyon Boulevard. Après Topanga Canyon Boulevard, Mulholland Drive est divisée entre Mulholland Drive, qui se termine sur la 101 où elle devient Valley Circle Boulevard, et Mullholland Highway, qui continue vers le sud-ouest jusqu'à la California State Route 1, sur Leo Carillo State Beach, près de l'océan Pacifique.

### Aires panoramiques
Aire Barbara A. Fine
Sur le côté nord de Mulholland Drive, cette aire de repos offre un point de vue panoramique sur Fryman Canyon, la vallée de San Fernando, les collines Simi, les monts San Gabriel. Un sentier est aménagé sur ce site baptisé Barbara A. Fine, militante californienne pour la défense de l'environnement.
Aire du Hollywood Bowl
Aire de repos la plus à l'est de Mulholland Drive, elle offre un panorama sur le Hollywood Bowl, downtown Los Angeles et, par temps clair, sur l'océan Pacifique et l'île Santa Catalina. Côté Est, l'aire offre un point de vue sur le panneau Hollywood et l'observatoire de Griffith Park, et la vallée de San Fernando au Nord. Cette aire a été construite en même temps que l'aire Universal City, à l'occasion des Jeux olympiques d'été de 1984.
Aire Nancy Hoover Pohl
Sur le côté nord de Mulholland Drive, cette aire propose un parcours de santé et donne accès à un sentier de randonnée vers le canyon Fryman en contrebas. Nancy Hoover Pohl, en l'honneur de qui l'aire a été baptisée, était une résidente des lieux qui a lutté pendant 60 ans pour limiter le développement immobilier dans les monts santa Monica et créer un parc naturel. Ses efforts ont permis l'acquisition du parc du canyon Fryman, du parc du canyon Coldwater et du parc Wilacre.
Aire de Stone Canyon
Sur le côté sud de Mulholland Drive, cette aire a été aménagée en 1994 grâce à des fonds publics. Elle offre une vue sur la réserve d'eau de Stone Canyon Reservoir et par temps clair, sur la péninsule de Palos Verdes et sur l'île Santa Catalina.
Aire de Universal City
L'aire de repos Universal City, sur le côté Nord de Mulholland Drive, offre un point de vue panoramique sur la vallée de San Fernando Valley et sur les collines de Verdugo. Financée par un don privé des studios Universal, elle est aménagée à l'occasion des jeux olympiques d'été de 1984, en même temps que l'aire du Hollywood Bowl.
Aire The Groves
Située à l'ouest de l'autoroute 405 Freeway sur Mulholland Scenic Parkway, l'aire The Groves est ainsi nommée en raison de ses bosquets (grove en anglais) d'eucalyptus et domine la vallée de San Fernando.
Aire Seminole
Située à l'ouest des monts Santa Monica, sur une partie sinueuse de Mulholland Drive, l'aire Seminole est orientée en direction du Nord-Est vers des formations rocheuses volcaniques.

## Univers de fiction
- La célèbre artère a donné son nom au film Mulholland Drive de David Lynch sorti en 2001.
- Elle est aussi à l'origine du titre du film Les Hommes de l'ombre (titre original : Mulholland Falls) car Max et son équipe de super-flics ont l'habitude d'y emmener de force les gangsters et de les jeter du haut de la route dans le ravin, ce qui suffit à les dégouter de rester plus longtemps à Los Angeles sans les tuer pour autant.
- Elle est un titre du chanteur Renaud sur l'album du même nom, sorti en 2016.
- Par ailleurs, elle est citée dans la chanson LA Devotee du groupe Panic! at the Disco en 2017.

## Galerie

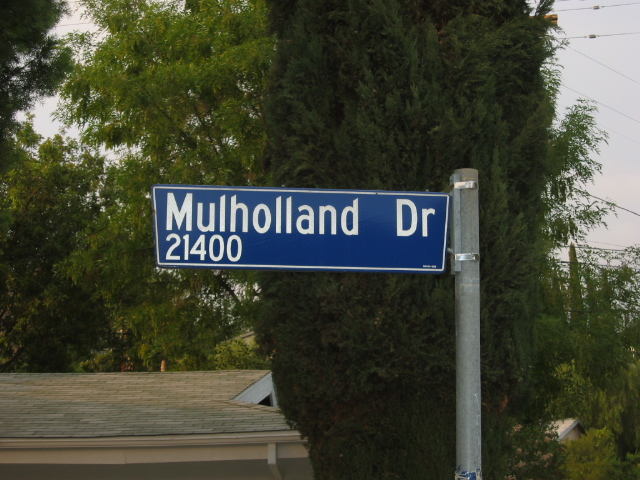
Panneau de Mulholland Drive.
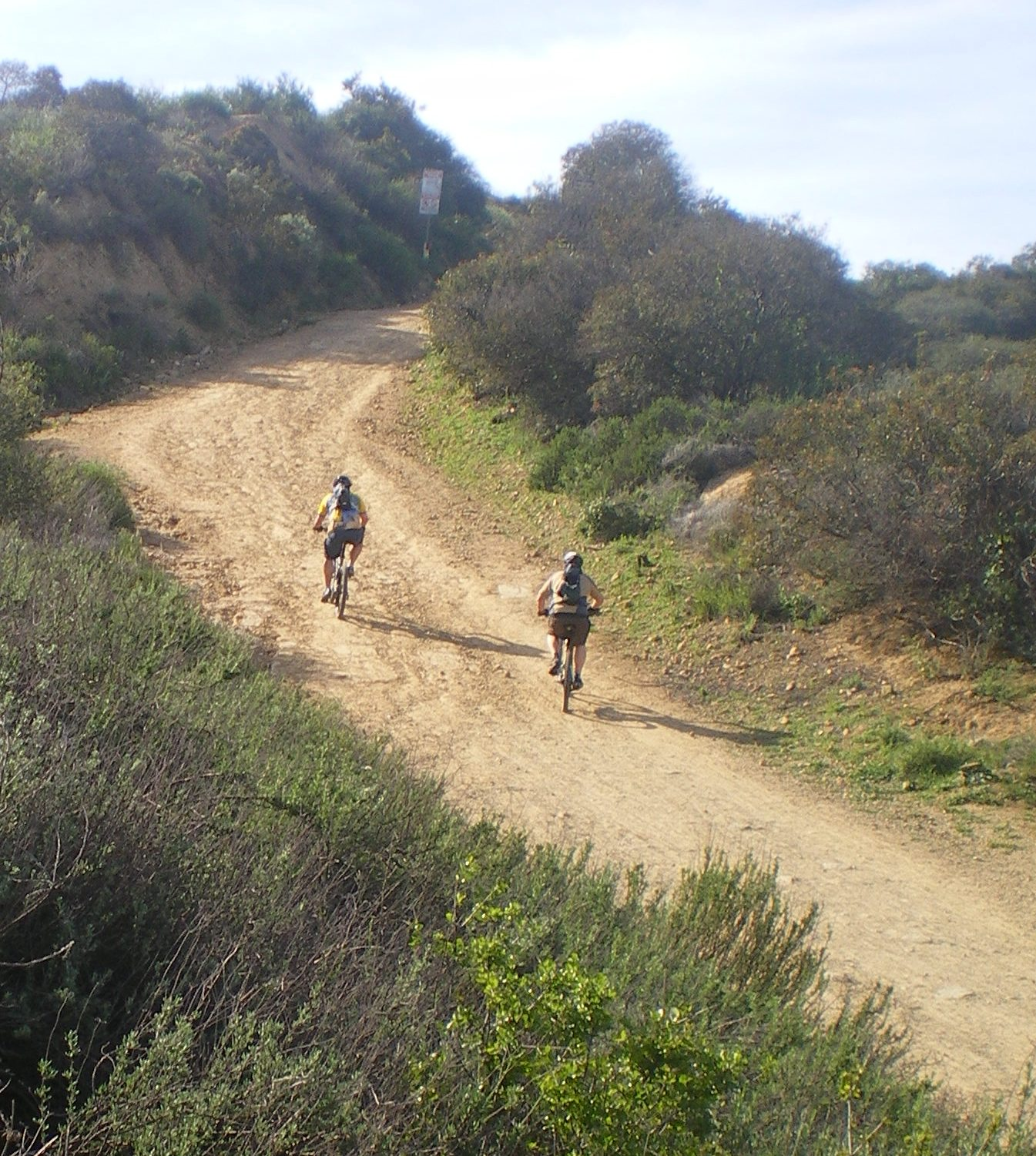
Piste de randonnée sur la section non goudronnée de Mulholland Drive.
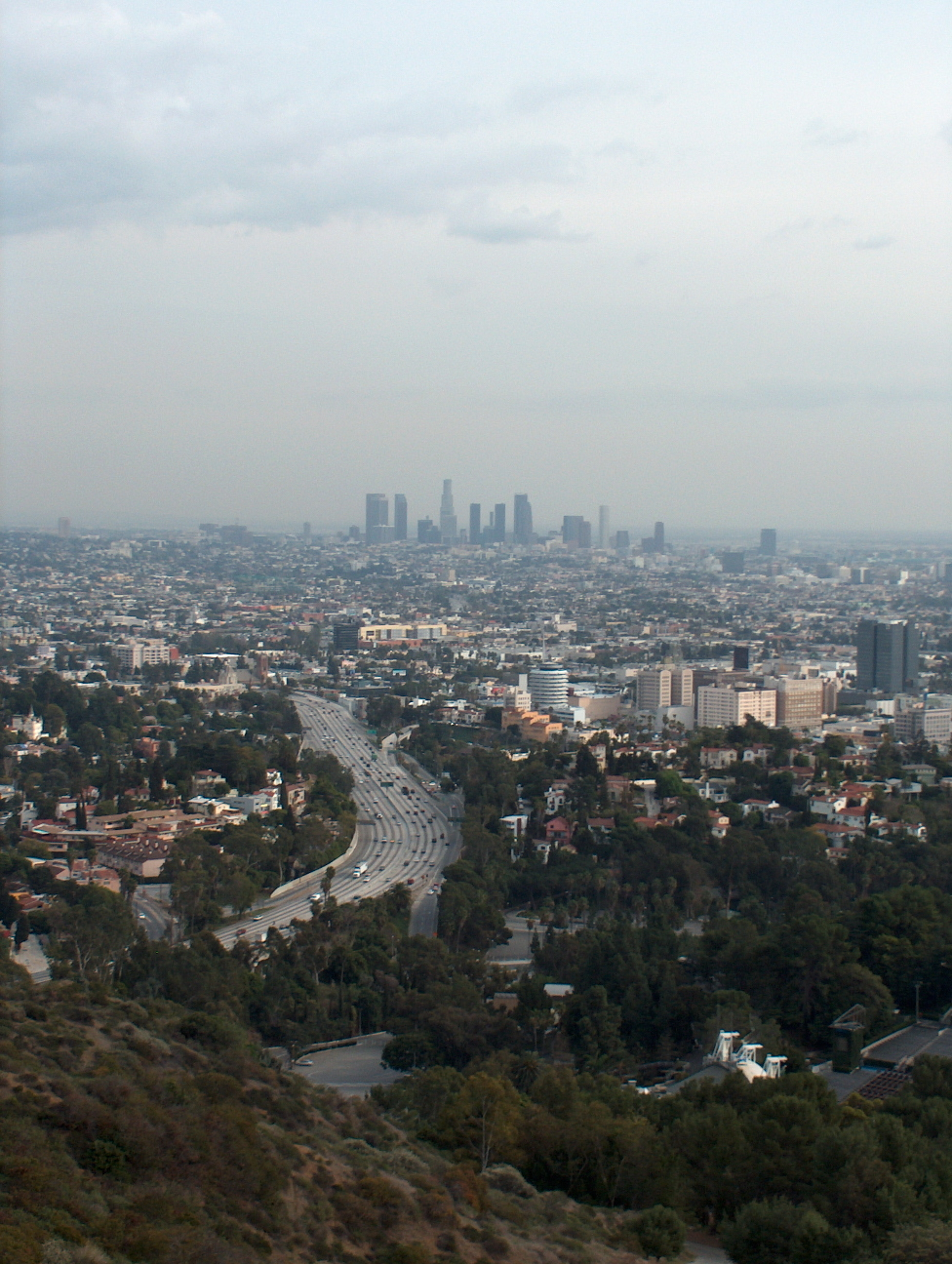
Vue panoramique sur Downtown LA depuis Mulholland Drive.